# 5413 Smyslov
Az 5413 Smyslov (ideiglenes jelöléssel 1977 EC2) a Naprendszer kisbolygóövében található aszteroida. Nyikolaj Sztyepanovics Csernih fedezte fel 1977. március 13-án.